# Печера Салавата Юлаєва
Печера Салава́та Юла́єва, Салаватська (башк. Салауат мәмерйәһе) — печера в Ішимбайському районі Башкортостану, пам'ятка природи (1965).
Печера знаходиться на схилі масиву Калім-Ускан, на правому березі річки Сікася, за 5,7 км на південний схід від села Макарово. Назву отримала після того як тут знімався фільм про Салавата Юлаєва.
Карстова печера довжиною 35 м, пересічна ширина — 2,3 м, пересічна висота — 2 м, амплітуда — 12 м, площа — 48 м², об'єм — 125 м³.
Вхід до печера являє собою арку шириною 5 м та висотою 6 м, яка знаходиться біля основи скелі на висоті 6 м від річки. Від привхідного гроту відходять 2 проходи: правий довжиною 6 м та лівий, який далі переходить у лаз довжиною 0,5 м. Лівий прохід веде до гроту довжиною 5 м, шириною 3 м та висотою до 1,5 м. Печера суха, на підлозі щебінь та глина.